# Tito Marrone
Tito Marrone (pseudonimo di Sebastiano Amedeo Marrone; Trapani, 9 marzo 1882 – Roma, 24 giugno 1967) è stato un poeta e commediografo italiano.

## Biografia
Nacque da Francesco Marrone (1851-1939), insegnante di francese nel liceo classico "Leonardo Ximenes" di Trapani, e da Filippa Burgarella (1843-1906), appartenente alla celebre famiglia Burgarella..
Nel 1899, all'eta di 17 anni, pubblicò il primo volume di liriche dal titolo Cesellature.
Nel 1902, la famiglia si trasferì a Roma, dove Tito Marrone cominciò a frequentare i caffè letterari e instaurò rapporti di amicizia con Sergio Corazzini, Fausto Maria Martini, Pier Maria Rosso di San Secondo, Lucio D'Ambra e Luigi Pirandello, partecipando al movimento letterario del crepuscolarismo. Pubblicò poi Le gemme e gli spettri (1901), Le rime del commiato (1901) e Liriche (1904), mentre suoi contributi apparivano su quotidiani e periodici.
Tito Marrone amò una bellissima ragazza dell'alta borghesia romana, Maria Valle, figlia di Antonio Valle (funzionario ministeriale) e di Cesira Fossati. Ma la ragazza morì di tifo, all'età di appena 22 anni, ad Albano Laziale il 30 settembre 1909. Questa tragedia, che segnò l'intera esistenza del poeta, sarebbe poi divenuta oggetto narrativo dell'ultimo romanzo di Pier Maria Rosso di San Secondo Incontri di uomini e di angeli del 1947.
Marrone ebbe l'intuizione di reintrodurre sulle scene nazionali, dopo duemila anni d'assenza, le tragedie del teatro greco. Tradusse in versi, infatti, l'Orestiade di Eschilo insieme con Antonio Cippico per la rappresentazione nel 1906 presso il Teatro Argentina di Roma, e per questo conquistò un vasto successo di pubblico. Sue opere teatrali originali erano state rappresentate in Italia e all'estero.

Dopo la morte della fidanzata Maria Valle, amareggiato anche dalla scarsa considerazione della critica per le sue poesie, smise di pubblicare le proprie opere, pur continuando a comporre liriche e commedie.
Dopo la seconda guerra mondiale, nel 1947, riprese a pubblicare i propri scritti. Ricevette il "Premio Fusinato" (per “Carnascialate”, “Poemi provinciali” e “Favole e fiabe”) e il "Premio Internazionale di Poesia Siracusa" (per il poema lirico “Esilio della mia vita”, gennaio 1950).
La Provincia Regionale di Trapani, nel 2003, ha intitolato a Tito Marrone l'unico teatro presente a Trapani, quello della locale Università .

## Opere
- Cesellature, Trapani 1899.
- Liriche, Innocenzo Artero, Roma 1904.
- Esilio della mia vita, Pagine nuove, Roma 1950.
- Antologia poetica (a cura di Donatella Breschi), Guida, Napoli 1974.
- Testi inediti e rari, (a cura di Vincenzo Santangelo), Vittorietti, Palermo 1977.
- Antologia poetica, (a cura di Donatella Breschi), Guida, Napoli 1978.
- Teatro, saggio introduttivo e cura di Salvatore Mugno, Isspe, Palermo 2001.
- Tito Marrone e il teatro (antologia a cura di Maurizio Vento), Editoriale Siciliana Informazioni, Trapani 2004.
- Scritti di critica letteraria e teatrale, saggio introduttivo e cura di Salvatore Mugno, Isspe, Palermo 2006